# Golpe de Estado na Nigéria em 1983
O golpe militar na Nigéria de 31 de dezembro de 1983 foi coordenado por importantes oficiais do exército nigeriano, provocando a deposição do governo democraticamente eleito do presidente Shehu Shagari e a instalação do major-general Muhammadu Buhari como chefe de Estado.

## Antecedentes
As tensões civil-militares tornaram-se complicadas, como evidenciado pela decisão da 3.ª Divisão do Comandante Geral (Major-General Muhammadu Buhari) de cortar o abastecimento de combustível e alimentos no Chade, uma ação causada por disputas fronteiriças entre a Nigéria e o Chade e que foi contraposta pelo presidente Shehu Shagari. Em contrariedade as outras ordens de Shagari para evitar a violação das fronteiras chadianas, as unidades de Buhari perseguiram intrusos chadianos a cerca de 50 km no território do Chade. Essas ações unilaterais, nas palavras do historiador militar Nowa Omoigui, "debilitaram as relações entre civis e militares e, posteriormente, contribuíram (entre outras razões) para um golpe bem sucedido em 31 de dezembro de 1983". Antes de 31 de dezembro de 1983, o diretor-geral da Organização de Segurança Nacional, Umaru Shinkafi, detectou uma conversa associada com até dez conspirações golpistas, porém a Organização de Segurança Nacional foi incapaz de agir por causa da natureza tênue e vaga das informações recolhidas.

## Detalhes
O coronel Tunde Ogbeha foi encarregado pelos conspiradores golpistas de negociar a rendição pacífica da unidade militar do presidente Shagari, a Brigada de Guardas. Ogbeha não conseguiu chegar ao coronel Bello Kaliel, o Comandante da Brigada de Guardas e se envolveu em um jogo de busca de Lagos-para-Abuja-e-volta o que fez com que Kaliel suspeitasse. O brigadeiro Ibrahim Bako recebeu a responsabilidade de prender o presidente Shagari após a negociação bem sucedida de Ogbeha para uma rendição pacífica. Desconhecido para Bako era o fato de que nenhuma rendição foi negociada. Além disso, os detalhes do complô não foram divulgados apenas ao presidente Shagari, mas também ao capitão Anyogo e ao tenente coronel Eboma da Brigada de Guardas que guarneceram uma defesa na villa presidencial em antecipação a um ataque. Como esperado, o brigadeiro Bako chegou à villa presidencial para prender o presidente Shagari, porém os guardas do presidente Shagari não foram pacificados como esperado. Um tiroteio resultou na morte do brigadeiro Bako.